# مارك كراوس
مارك كراوس (بالإنجليزية: Marc Krauss)‏ هو لاعب كرة قاعدة أمريكي، ولد في 5 أكتوبر 1987 في ديشلر في الولايات المتحدة.

## وصلات خارجية
- مارك كراوس على موقع دوري كرة القاعدة الرئيسي (الإنجليزية)
- مارك كراوس على موقعبيزبول رفرنس.كوم (الدوري الرئيسي) (الإنجليزية)
- مارك كراوس على موقعبيزبول رفرنس.كوم (الدوري الثانوي) (الإنجليزية)
- مارك كراوس على موقع إي إس بي إن.كوم (أم.أل.بي) (الإنجليزية)
- مارك كراوس على موقع مشجعي الرسوم البيانية (الإنجليزية)